# Путања
Путања (трајекторија) је линија по којој се тело креће, односно линија која повезује узастопне положаје тела у току кретања. У астрономији, синоним речи путања јесте орбита .Трајекторија представља пресек области кретања и линије путање.
Путања материјалне тачке је линија у простору по којој се тело креће и која представља скуп тачака у којима је била, јесте или ће бити материјална тачка када се креће у простору у односу на изабрани референтни оквир. Од суштинског је значаја да појам путање има физичко значење чак и у одсуству било каквог кретања дуж ње.
Чак и у присуству објекта који се креће дуж њега, путања приказана у унапред одређеном систему просторних координата сама по себи не може рећи ништа одређено о разлозима њеног кретања све док се не изврши анализа конфигурације поља сила које на њу делују у истом координатном систему се врши. 
Није мање важно да је облик путање нераздвојно повезан и да зависи од специфичног референтног оквира у коме се описује кретање. 
Могуће је посматрати путању док објекат мирује, али када се референтни оквир помера. Дакле, звездано небо може послужити као добар модел инерцијалног и стационарног референтног оквира. Међутим, при дуготрајном излагању чини се да се ове звезде крећу кружним путањама.
Случај је такође могућ када се тело јасно креће, али је путања пројектована на равнину посматрања једна фиксна тачка. Ово је, на пример, случај метка који лети директно у око посматрача или воза који одлази из њега.